# 觀 (佛教)
觀（vipaśyanā；藏語：ལྷག་མཐོང་，威利转写：lhag mthong，羅馬拼音：lhaktong），又譯為種種觀察、觀察、觀見、觀照、覺察、洞察、覺照，音譯為毘缽舍那、毘鉢舍那、毘婆舍那、毘婆奢那（毘或寫作毗，如毗婆舍那），是佛教術語，在巴利語上(Vi)有“特別、超”的意思，而(Passanā)有“觀看、見”的意思，在英語通常被翻譯為洞察力，意謂以正見來觀察、抉擇，意思是如其本然地觀察事物，如實觀察諸法自性，洞察存在真實本質，是修行禪那的兩種方法之一，也是三無漏學之中的慧學。它通常是指三辨識，即無常、苦、非我這在上座部佛教傳統上的諸行三相，是一切存在的三個共同特徵（共相)，及大乘佛教上的空性和佛性。

## 釋義
毗缽舍那被翻譯為英語：（意為洞識、洞悉、洞察），因為英文前綴字 in- 有向內的意思，sight是觀看，因此中文譯作內觀，字面上的意義是往「內」去「觀」察身心的實相。但是這種譯法其實是有點誤導，因為梵文字面意思中，並沒有向內看的意思。毗缽舍那由梵文前綴字 vi- 與觀看的動詞字根 paś組成。印度-雅利安語支的 vi-，類似於拉丁文前綴字 dis-，有遠離或朝向的意思，也有徧及、各種類，或意圖的意思。因此，在字面上，毗缽舍那可以譯為「用如此的方式去看」、「由此看」、「專注深入的觀看」、「周遍觀看」等。
毗婆舍那是修行禪那的兩種途徑之一。其理論依據為「四念住」（三十七菩提分法之一），從「身體」「感受」「心」和「法」（心所和五取蘊及十二處）四個面向，培育持續及穩固的覺知能力，在實際經驗（而非信仰、感情和想像）的層面上，體驗到「自我」不外是由五個要素（五蘊）所組合而成的現象，其共同特徵是快速不斷地變化（無常）、不滿足的狀態（苦）和無有恆常的身體（無我）等三相。
以這個對實相的了知，「心」將逐漸停止造作「貪、瞋、痴」（三毒）的習性反應。三毒是所有痛苦的根源，解脫痛苦的根本方法，唯有根除內心的貪瞋痴。
在佛教的修行系統中，觀是屬於三學中最後的「慧學」，前兩學分別是戒學（道德生活之準則）、和定學（專注力的培養）。慧的音譯為般若，是對實相的正確了解，事實上，觀修習的每個階段，就是以獲得更深湛的智慧做為里程碑（如十六觀智），更深的智慧，能滅除更幽微的煩惱，從這個意義而言，佛教修行可以視為自我淨化的過程（七清淨），其最終目標是完全的淨化，從所有的痛苦、感官的束縛中解脫出來，即所謂的涅槃。

## 觀禪之修習方法
觀是一個非常單純、活在當下的修行方法，藉由無選擇性的「觀察」，直接體驗身心之中的實相，其中，沒有信仰或想像的成份。完整的觀察修行必需包含三個部份：五戒（sila），戒除殺、盜、邪淫、妄語和煙酒毒品，以便使「心」到基本的平靜，進行第二部份，定訓練心的專注：使心可以穩定持續地專注在某個對象（所緣或業處），經過適當的訓練，獲得某個程度的專注力之後，就可以進行慧的開發：以高度敏銳的心力，不帶價值判斷地（無分別），客觀地觀察身心，去穿透事物的表相，獲得真正的智慧（修慧），這個建構在實際體驗的智慧，其威力遠超過信仰和理智層面的理解，能夠改變身心失衡的行為模式，化解掉潛藏在內心的壓力、不安、恐懼等等根深蒂固的情結。
換個話說，觀就是透過實際的體驗，去了知「身」和「心」具有「剎那生滅」、「無常」、「苦」（不滿足）和「無我」（無自主性）的真相。要徹底明瞭無常、苦、無我的道理，不是經由信仰上的接受、或是理智上的了解，只有從實際的層面去觀察看看，在這個「身」和「心」之中，有沒有固定不變的實體。
透過持續的修習，觀禪修者將發現，所謂的「我」只不過五蘊不斷變遷流動的現象，身體本質上是由而無數的微粒子（kalapa）所組成，這些微粒子無時無刻不在生滅變化，只是純然是波動，心理的本質也是不斷剎那生滅，身心其中找不到堅固不變的實體，有了這種體驗之後，「自我」的錯覺才能消解。
因為觀察的對象（身、心）和現象（無常）是一直存在的，理論上，觀的修習何時何地皆可進行，但對初學者來說，必須由富有禪修經驗的老師來指導，以及一個最低干擾、適合練習觀的場地（阿蘭若），這即是禪修中心的作用。

## 已故禪修大師
- 馬哈希 (緬甸)
- 葛印卡
- 烏巴慶（英语：Ba Khin）
- 泰國的阿姜摩訶布瓦尊者
- 泰國的阿姜查尊者

## 在世的禪修老師
- Lakshman Attanayake
- 帕奧禪師 Pa-Auk Tawya Sayadaw
- 阿姜·蘇美多（英语：Ajahn Sumedho）
- 德寶法師
- 菩提比丘
- 傑克·康菲爾德（英语：Jack Kornfield）
- 約瑟夫·戈爾斯坦（英语：Joseph Goldstein）
- 焦諦卡
- 蘇諦南·般那無陀比丘（Pannavuddho）
- 泰國隆波通法師（隆波田弟子）
- 莎倫.薩爾斯堡（英语：Sharon Salzberg）
- Shinzen Young

## 進階閱讀
- Matthew Flickstein and Bhante Henepola Gunaratana. (1998) Journey to the Center: A Meditation Workbook. Wisdom Publications. ISBN 0861711416.
- William Hart. (1987) The Art of Living : Vipassana Meditation: As Taught by S. N. Goenka. HarperSanFrancisco. ISBN 0060637242.
- Bhikkhu Bodhi (2004) Satipaṭṭhāna: The Direct Path to Realization. ISBN 1899579540
- Inner peace for a better world （页面存档备份，存于）.千禧年世界宗教暨精神領袖和平高峰會, 2000年8月29日 SN Goenka於聯合國
- Vipassana An introduction （页面存档备份，存于） 內觀介紹
- 生活的藝術The Art of Living （页面存档备份，存于） S.N. Goenka
- Meditation en Masse：How colonialism sparked the global Vipassana movement（页面存档备份，存于） Erik Braun
- 柿沼阳平：〈吐峪沟第42窟禅观壁画研究——兼及汉文禅观文献的起源 （页面存档备份，存于）〉。

## 外部連結
- 內觀 （页面存档备份，存于）
- 香港慧觀禪修會Hong Kong Insight Meditation Society(HKIMS) （页面存档备份，存于）
- 香港南傳禪修學會 （页面存档备份，存于）
- 台灣內觀中心 （页面存档备份，存于）
- Vipassana Fellowship: Buddhist Meditation in the Theravada tradition, online meditation courses and support （页面存档备份，存于）
- Pariyatti.com: A nonprofit resource for books and other materials about the Buddha's teachings, Vipassana meditation, and Pali language studies （页面存档备份，存于）
- .[永久](log in with userID "guest")
- "Is Vipassana the same as Theravada?" An elaboration on the different meanings of Vipassana related in this article
- 葛印卡老師所傳授的內觀禪修 （页面存档备份，存于）
- Vipassana Meditation: An Introduction （页面存档备份，存于）
- 內觀研究中心 （页面存档备份，存于）
- Free Public Domain E-Book Containing Instructions for Vipassana Meditation in the tradition of Mahasi Sayadaw
- "One tool among many" by Bhikkhu Thannisaro, arguing based on the Pali Tipitaka that Samatha or tranquility meditation and Vipassana go hand in hand. （页面存档备份，存于）
- "Practical Vipassana Exercises", by Mahasi Sayadaw. （页面存档备份，存于）
- Vipassana in Canada （页面存档备份，存于）
- "How to Practice Vipassana Meditation in Accordance with the Four Foundations of Mindfulness," by Ven. Ajahn Tong of Chom Tong, Thailand
- How Meditation Works （页面存档备份，存于）
- Mental culture in Burmese crisis politics: Aung San Suu Kyi and the National League for Democracy （页面存档备份，存于）
- The Pali Tipitaka Project （页面存档备份，存于）
- The Law of Karma and Vipassana Meditation
- Guide to Vipassana meditation
- Vipassana Meditation Courses For Correction Facilities （页面存档备份，存于） An explanation of how Vipassana is used in jails and prisons around the world.
- Meditation Found To Increase Brain Size （页面存档备份，存于） An article about the benefits of insight meditation.
- The Middle Way Meditation Retreat  （页面存档备份，存于） The Road to Happiness
- 本雅難陀尊者 Ven. U Puññānanda （页面存档备份，存于）

### 電子書及錄音
- 覺悟之路(簡體) （页面存档备份，存于）
- 生活的藝術 各國語言-PDF （页面存档备份，存于）
- 生活的藝術 各國語言-MP3 （页面存档备份，存于）

### 今人修習內觀之記錄
- 義大利禪修記 （页面存档备份，存于）